# Ciało krystaliczne

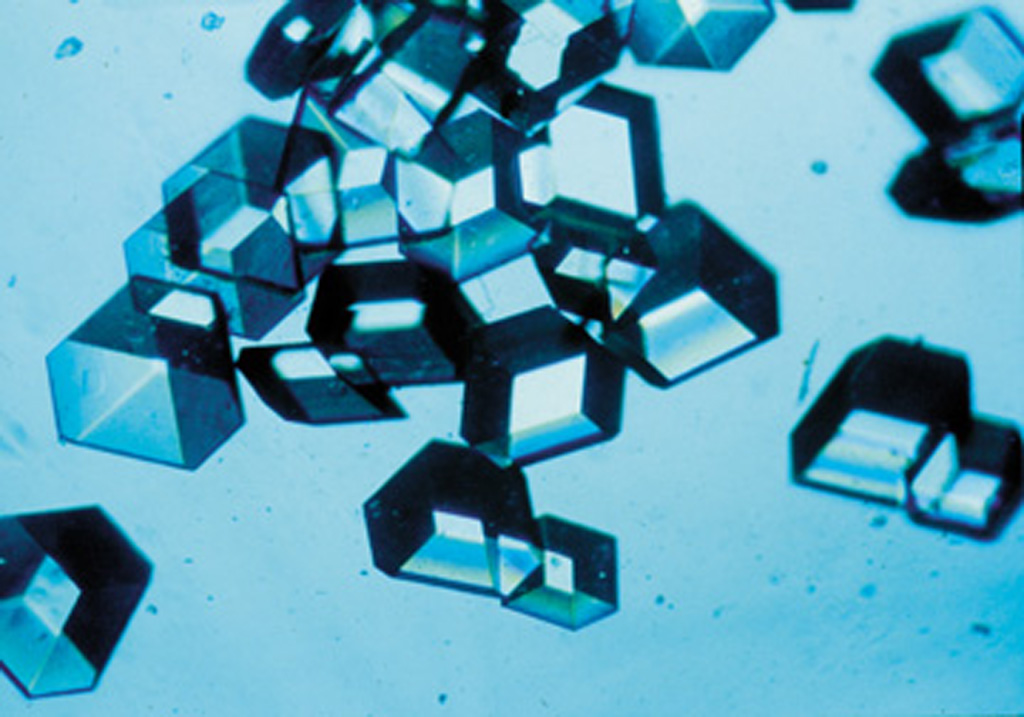
Kryształy insuliny

Ciało krystaliczne – ciało stałe, w którym cząsteczki (w kryształach molekularnych), atomy (w kryształach kowalencyjnych) lub jony (w kryształach jonowych) są ułożone w uporządkowany schemat powtarzający się we wszystkich trzech wymiarach przestrzennych. W objętości ciała cząsteczki zajmują ściśle określone miejsca, zwane węzłami sieci krystalicznej i mogą jedynie drgać wokół tych położeń.
Każdy kryształ zbudowany jest z wielu powtarzających się komórek elementarnych. W zależności od ich rodzaju kryształy tworzą różne układy krystalograficzne. Określenie „ciało krystaliczne” odnosi się do ciał o dwojakiej budowie:
- monokryształu, zwanego krócej „kryształem” – uporządkowanie obejmuje całe ciało;
- polikryształu – uporządkowanie obejmuje fragmenty ciała.